# Guillermo de Aumale
William le Gros, también William le Gras, William d'Aumale, William Crassus (fallecido el 20 de agosto de 1179) fue un noble caballero anglonormando, conde de York y señor de Holderness en la nobleza inglesa y conde de Aumale en Normandía. Era el primogénito de 
Étienne [Esteban] d'Aumale (c. 1061-1127) y Hawise de Mortimer (c. 1078-1139), hija de Ralph de Mortimer de Wigmore.
Guillermo aparece como testigo en dos diplomas del rey Esteban en 1136, en las que se le registra como Willelmus de Albamarla, pero no se encuentra entre los condes. Se distinguió en la Batalla del Estandarte en 1138, y fue nombrado Conde de York (aparte de Richmondshire) como recompensa. Luchó junto a Esteban en la batalla de Lincoln el 2 de febrero de 1141. Su castillo de Scarborough le fue confiscado por Enrique II ya que fue construido sin autorización durante la anarquía. 
Fundó la ciudad de Chipping Sodbury en South Gloucestershire. También fundó la Abadía de Meaux en 1150. Fue enterrado en la Abadía de Thornton, Lincolnshire, que había fundado en 1139. 

## Herencia
William se casó con Cecily FitzWilliam, Lady of Skipton (c. 1140- 1190), hija y co-heredera de William fitz Duncan, Mórmaer de Moray (1090 - 1147) y su esposa Alice de Rumilly, Lady of Craven y Skipton (c. 1110-1187), hija de Robert II de Romilly (c. 1087-?). Como "Señora de Harewood", este matrimonio le proporcionó grandes propiedades. Fallecido sin descendientes varones, dejó una hija y heredera, Hawise Adelaide d'Aumâle, segunda condesa de Albemarle (c. 1159-11 de marzo de 1214), que sucedió a su padre en el condado de Aumale y al señorío de Holderness . 
Hawise se casó tres veces, primero con William de Mandeville, tercer conde de Essex el 14 de enero de 1180, que murió sin descendencia. Después, el 3 de julio de 1190, con el cruzado Guillermo de Forz (Fortibus, c. 1155-1194), con quien tuvo su heredero y sucesor. Finalmente, Ricardo I concertó su matrimonio con Balduino de Béthune. Los tres maridos fueron Condes de Aumale iure uxoris por matrimonio.